# Diotrefes
Diotrefes (gr. Διοτρέφης; "karmiony przez Zeusa") – postać biblijna z Nowego Testamentu wymieniona jedynie w  3 Liście Jana 9-10. 

## Charakterystyka
Dumny i postępujący niezręcznie zwierzchnik Kościoła, który nie chciał uznać władzy apostoła Jana. Według komentarza Raymonda E. Browna imię Diotrefes nie jest szczególnie rozpowszechnionym imieniem.
Oprócz tego, że Diotrefes był ambitny, dumny, buntowniczy, niegościnny wobec misjonarzy i okazywał brak szacunku dla władzy apostolskiej, autor listu twierdzi, że Diotrefes próbował przeszkodzić tym, którzy pragnęli okazać gościnność braciom oraz wydalał ich ze zboru. Na podstawie listu nie można określić lokalizacja kościoła, w którym działał Diotrefes. Trudno ustalić przyczynę dezaprobaty wyrażonej w 3 Liście Jana, czy opiera się na "sporze teologicznym, zderzeniu się rywalizujących autorytetów kościelnych, nieporozumieniach dotyczących odpowiedzialności finansowej apostolstwa, czy osobistej niechęci".

## Komentarze biblistów
Adolf on Harnack był zdania, że Diotrefes był najwcześniejszym monarchicznym biskupem, którego imię przetrwało do naszych czasów.
William Barclay widzi w działaniach Diotrefesa wyraz konfliktu między lokalną władzą starszych a wędrownymi kaznodziejami w przejściowym okresie, gdy rozdzielała się służba lokalna i ogólnokościelna. Szkocki teolog zauważa na podstawie Didache, że wędrowni kaznodzieje mogli sprawiać problemy, gdy domagali się gościnności i żyli na koszt zborów lub szerzyli herezje. Dlatego być może postawa Diotrefesa była uzasadniona: "Może nawet miał on rację, jednak w niewłaściwy sposób bronił jej, bowiem siła umysłu nie może zastąpić miłości serca" .

## Fragment 3 Listu Jana 9–11 wedługBT
9. Napisałem kilka słów do gminy, lecz Diotrefes, który pragnie być pierwszym wśród nich, nie przyjmuje nas.

10. Dlatego, gdy przybędę, upomnę go za jego wystąpienia i złośliwe wypowiedzi przeciwko nam. A nadto, jakby mu jeszcze było tego za mało, odmawia on udzielania gościny braciom, a tym, którzy chcą to czynić, zabrania, a nawet wyklucza ich z Kościoła.

11. Umiłowany, nie naśladuj zła, lecz dobro! Ten, kto czyni dobrze, jest z Boga; ten zaś, kto czyni źle, Boga nie widział.